# Poul Nielsen
Niels Poul Nielsen, mais conhecido como Tist Nielsen (Copenhague, 25 de Dezembro de 1891 –– Copenhague, 9 de Agosto de 1962), foi um futebolista dinamarquês amador, medalhista olímpico.
Nielsen defendeu por toda sua carreira o Kjøbenhavns Boldklub, onde conquistou seis títulos nacionais. Pela seleção da Dinamarca, detém o recorde de gols marcados, com cinquenta e dois. Também esteve presente nos Jogos Olímpicos de 1912 e 1920.

## Carreira

### Clubes e Seleção
Nascido em Copenhague, Nielsen iniciou e permaneceu durante toda sua carreira no Kjøbenhavns Boldklub (KB), onde conquistou seis títulos nacionais. Logo de início, seu desempenho o levou para a seleção da Dinamarca. Sua estreia aconteceu em 5 de maio de 1910, batendo o recorde de jogador mais jovem a defender a seleção, com dezoito anos e cento e trinta e um dias de idade, batendo o recorde de Vilhelm Wolfhagen e, permanecendo seu por oito anos.
Dois anos depois, acabou sendo convocado para participar da seleção nos Jogos Olímpicos de 1912. Participou apenas de uma partida, contra os Países Baixos. A partida terminou 4 a 1, tendo Nielsen marcado o único gol, mas o seu primeiro pela seleção (em sua terceira partida). Mesmo com a derrota, a sua seleção acabou conquistando a medalha de prata, sendo derrotado pelo Reino Unido na final por 4 a 2.

### Após a Medalha olímpica
Valorizado e com mais experiência após a participação nos Jogos Olímpicos (mesmo tendo disputado apenas uma partidas), Nielsen conquistou dois títulos nacionais consecutivos e, começou a marcar gols atrás de gols pela seleção. Entre maio de 1913 e junho de 1916, marcou vinte e dois tentos em nove partidas, incluindo seis gols na vitória por 10 a 0 sobre a Suécia, e todos os quatro contra a Alemanha (4 a 1).
Conquistou mais quatro títulos nacionais pelo KB, antes de encerrar sua carreira pela Olsen Banden. Ao todo, marcou cinquenta e dois gols em trinta e oito partidas, incluindo vinte e seis tentos contra a Noruega e quinze contra a Suécia. Apesar de defender a seleção nas décadas de dez e vinte, e como amador, Nielsen detém o recorde de tentos pela seleção da Dinamarca. Dois anos mais tarde, também encerrou sua carreira como futebolista.